# IBM Rational MultiVersion File System
MVFS (MultiVersion File System) — виртуальная файловая система, отображающая специфические версии данных, хранимых в Rational ClearCase. В частности, поддерживаются динамические представления (dynamic views), которые могут отображать локальные и удаленные (то есть на других компьютерах) файлы в произвольной комбинации.

## Дополнительные источники
- Управление MVFS